# Лесной (Успенский район)
Лесной — посёлок в Успенском районе Краснодарского края России.
Входит в состав Веселовского сельского поселения.

## География
Посёлок расположен на правом берегу реки Кубань, в 1 км западнее центра сельского поселения — хутора Весёлого.
Единственная улица посёлка носит название Садовая.

## Население
| 2002 | 2010 |
| ---- | ---- |
| 40   | ↗42  |